# シュガーはお年頃
『シュガーはお年頃』（シュガーはおとしごろ）は、スターダストレビューのメジャー・デビュー・シングル。1981年5月25日にワーナー・パイオニアから、1stアルバム『STARDUST REVUE』と同日発売された。
シチズンのコマーシャルに使用されたことがあるほか、立川志の輔『志の輔らくご』の追い出しに長く使われている。

## 収録曲
両曲　作詞：根本要/手島昭　作曲：根本要　編曲：スターダストレビュー
1. シュガーはお年頃
2. ラストシーン

## 楽曲の収録作品
- 『TO YOU -夢伝説-』（1984年7月25日発売）の5曲目。
- 『Best Wishes』（1990年5月25日発売）Disc1の1曲目
- 『RED STARDUST』（2009年6月24日発売）の8曲目。
- 『木蘭の涙 ～acoustic～』（2005年5月25日発売）の2曲目にアコースティックバージョンとしてリメイクしたものを収録。のちにベスト・アルバム『HOT MENU』White盤の3曲目にも同音源が収録された。